# Markus D. Dubber
Markus Dirk Dubber (* 7. Februar 1966) ist ein deutsch-amerikanischer Rechtswissenschaftler. Er ist Professor für Rechtswissenschaft und Kriminologie an der University of Toronto.

## Leben und Werk
Markus Dirk Dubber machte sein Abitur im Jahr 1984 an der Albert-Schweitzer-Schule in Nienburg/Weser.
Im Anschluss studierte er Philosophie und Jura an den Universitäten Harvard (A.B. 1988) und Stanford (J.D. 1991), wo er auch Note Editor der Stanford Law Review war.
Er lehrte mehrere Jahre an der State University of New York at Buffalo, wo er unter anderem das Buffalo Criminal Law Center leitete.
Anschließend wurde er Professor für Rechtswissenschaft und Kriminologie an der University of Toronto, wo er bis heute an der Faculty of Law & Centre for Criminology and Sociolegal Studies forscht und lehrt.
Von 2016 bis 2022 war er dort auch Direktor des interdisziplinären Centre for Ethics, wo er mehrere Projekte initiierte (Ethics of AI Lab, Race, Ethics + Power Project, und das C4eJournal).
Als Autor bzw. Herausgeber veröffentlichte er zahlreiche Bücher und Schriften. Seine Arbeiten sind auf Englisch und Deutsch erschienen und wurden ins Arabische, Chinesische, Griechische, Italienische, Koreanische, Persische, Portugiesische und Spanische übersetzt.

## Forschungsschwerpunkte
Dubber beschäftigt sich insbesondere mit den theoretischen, historischen und philosophischen Grundlagen des Strafrechts, oftmals aus rechtsvergleichender Perspektive.
Aufgrund seiner deutschen Herkunft beschäftigte er sich in der Vergangenheit auch vertieft mit dem deutschen Strafrecht und stellte dieses wiederholt dem anglo-amerikanischen Strafrecht gegenüber.
Er ist Gründer und Direktor des interdisziplinären Ethics of AI Lab an der University of Toronto mit dem Ziel, den akademischen und öffentlichen Diskurs über ethische Fragen im Zusammenhang mit künstlicher Intelligenz und den normativen Dimensionen der globalen KI-Revolution für das private, öffentliche und politische Leben voranzutreiben und dabei sämtliche Disziplinen – insbesondere die Geisteswissenschaften – zusammenzubringen.
Im September 2023 startete er zusammen mit weiteren Kolleginnen und Kollegen das Gemeinschaftsprojekt „Modern Criminal Law Review“ (MLCR+). Dabei handelt es sich um eine frei zugängliche, multimediale Online-Zeitschrift, die den internationalen und interdisziplinären Diskurs über das Strafrecht in verschiedenen Ländern, Systemen und Disziplinen erleichtern soll.

## Veröffentlichungen (Auswahl)
- Einführung in das US-amerikanische Strafrecht. C.H. Beck, 2005, ISBN 340-653-042-7.
- mit Tatjana Hörnle: Criminal Law: A Comparative Approach. Oxford University Press, 2014, ISBN 978-0-19-958960-9.
- mit Tatjana Hörnle: The Oxford Handbook of Criminal Law. Oxford University Press, 2014, ISBN 978-0-19-967359-9.
- The Dual Penal State: The Crisis of Criminal Law in Comparative-Historical Perspective. Oxford University Press, 2018,  ISBN 978-0-19-874429-0.
  - Deutsche Übersetzung: Der Doppelte Strafstaat. Die Krise des modernen Strafrechts in vergleichend-historischer Perspektive. Aus dem Englischen übersetzt von Alexander Mayr und Sascha Ziemann. Duncker & Humblot, 2022, ISBN 978-342-818-355-5
  - Spanische Übersetzung: El Estado Penal Dual. La crisis del Derecho penal desde una perspectiva histórico-comparada [Aus dem Englischen übersetzt von Vicente Valiente Ivañez mit einem Geleitwort von Íñigo Ortiz de Urbina Gimeno], Marcial Pons, 2024, ISBN 978-84-1381-697-5
- mit Frank Pasquale und Sunit Das: The Oxford Handbook of Ethics of AI. Oxford University Press, 2020, ISBN 978-019-006-739-7